# バービー プリンセス&ポップスター
『バービー プリンセス&ポップスター』（原題：Barbie: The Princess and the Popstar）は、カナダのCGアニメーション・スタジオであるレインメーカー・スタジオが制作されたバービーシリーズのコンピュータアニメーション長編ファンタジー映画作品（オリジナルビデオ）。2012年8月27日にイギリスより先行発売されており、アメリカ合衆国は9月11日に発売されている。大ヒットのアニメーション映画作品『トイ・ストーリー3』で準主役級のキャラクターに登場し、バービーが一人二役であるという事に気付かなかった。
日本では劇場未公開。2012年10月24日にジェネオン・ユニバーサル・エンターテイメントジャパンからDVD（規格品番：GNBA-1955）が発表されている。バービーシリーズ日本語版の第8作目のビデオ映画作品である。また、幼児向け雑誌『ぷっちぐみ』より主役キャラクターのドールの発売が発表された。

## ストーリー
メリベラ王国のプリンセス・トーリは遊びたい盛りの17歳でポップスター・ケイラの大ファン。彼女のコンサートに行きたいが厳しい叔母に王国の五百周年記念のスピーチを考えろと言われる。一方ケイラもスターになって様々な雑事が増えたせいで前のように歌に集中できず不満を感じている。新曲を書かなければならないのに上手くいかない。そんなケイラはプリンセスの暮らしに憧れ、トーリはポップスターに憧れていた。二人はお城のパーティーで出会いたちまち意気投合する。トーリの魔法のヘアブラシでヘアスタイルを変え、ケイラの魔法のマイクでドレスを変えると、二人は見分けがつかないくらいそっくりになった。そこで二人は一日だけ入れ替わることにした。

## キャスト
| 役名                 | 俳優                                                          | 日本語吹き替え |
| -------------------- | ------------------------------------------------------------- | -------------- |
| プリンセス・トーリ   | ケリー・シェリダン（台詞） ジェニファー・ワリス（歌）         | 小清水亜美     |
| ポップスター・ケイラ | アシュレイ・ボール（台詞） ティファニー・ジャルディーナ（歌） | 小松由佳       |
| リアム王子           | アドリアン・ペトリ                                            | 島﨑信長       |
| トレヴィ             | アシュリン・ドラモンド                                        | 味里           |
| メレディス           | ローレン・ラヴォワ                                            | 野水伊織       |
| クライダー           | ピーター・ケラミス                                            | 落合弘治       |
| アメリア             | エル・キング                                                  | 西宏子         |
| リンバーガー         | マイケル・ドブソン                                            | 天田益男       |
| ノラ                 | アリソン・ワーニカ                                            | 茜部真弓       |
| リフ                 | アドリアン・ペトリ                                            | 後藤光祐       |
| ルパート             | ジョナサン・ホームズ                                          | 後藤敦         |
| ヴァネッサ           | リーラ・セリーナ                                              | 五味真由子     |
| フレデリック国王     | クリストファー・ゲイズ                                        | 竹本和正       |
| エミリー             | リリー・スノーデン-ファイン                                   | 佐藤万結       |
| シャーロット         | アイズリン・ワトソン                                          | 直木萌美       |
| トレンティーノ侯爵   | マーク・オリバー                                              | 田中智也       |

## スタッフ
- 監督：ジーク・ノートン
- 製作：シェリー・ディーブイ-ヴァルダナ、ショーン・マッコーキンデール
- 脚本：スティーブ・グラナット、サイドニー・クラーク
- 音楽：レベッカ・ニューブール、ガブリエル・マン
- 編集：ティーレグ・ブラウン

## 日本語版制作スタッフ
- 日本語吹替翻訳：いずみつかさ
- 演出：向上宏志
- 録音：上村利秋
- 編修：相山聡
- 製作プロデューサー：村井享子
- 国際製作監修：Chrystel Alard, Ângela Sá